# Raddia guianensis
Raddia guianensis là một loài thực vật có hoa trong họ Hòa thảo. Loài này được (Brongn.) C.L.Hitchc. miêu tả khoa học đầu tiên năm 1936.